# Sha'ar HaGai
Koordinaten: 31° 48′ 52″ N, 35° 1′ 30″ O

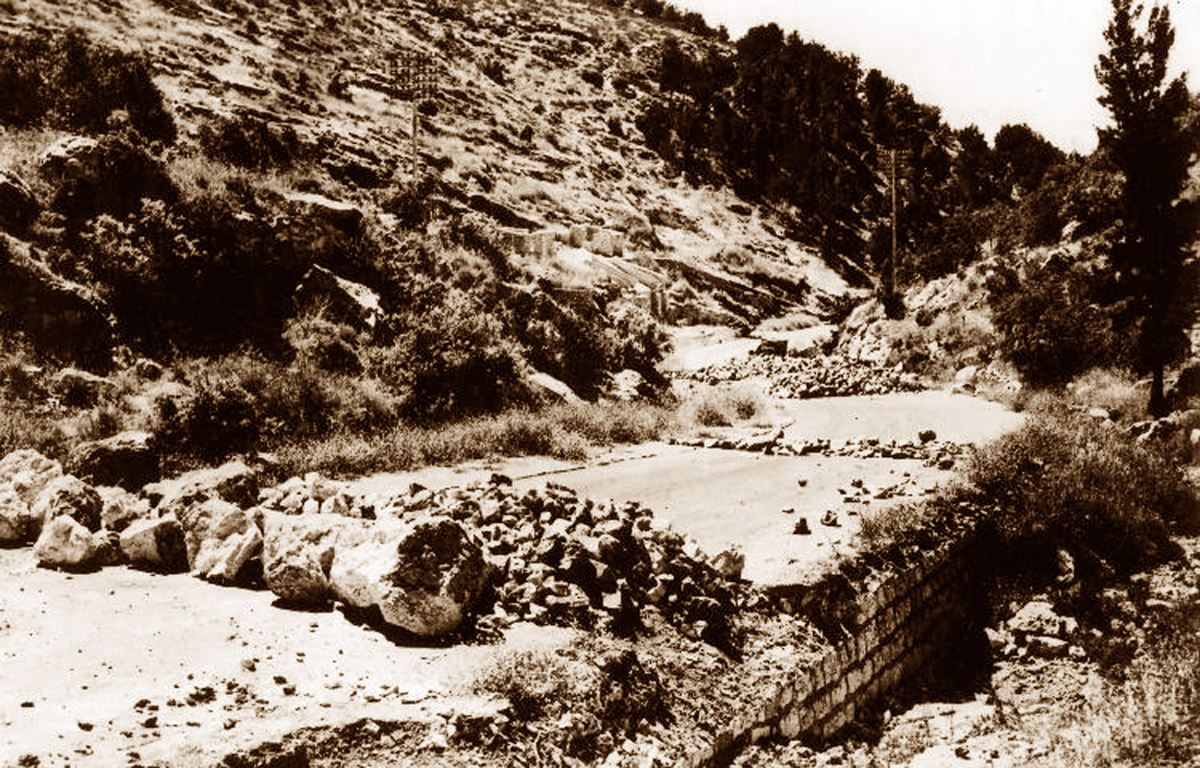
Blockade der Straße nach Jerusalem 1948

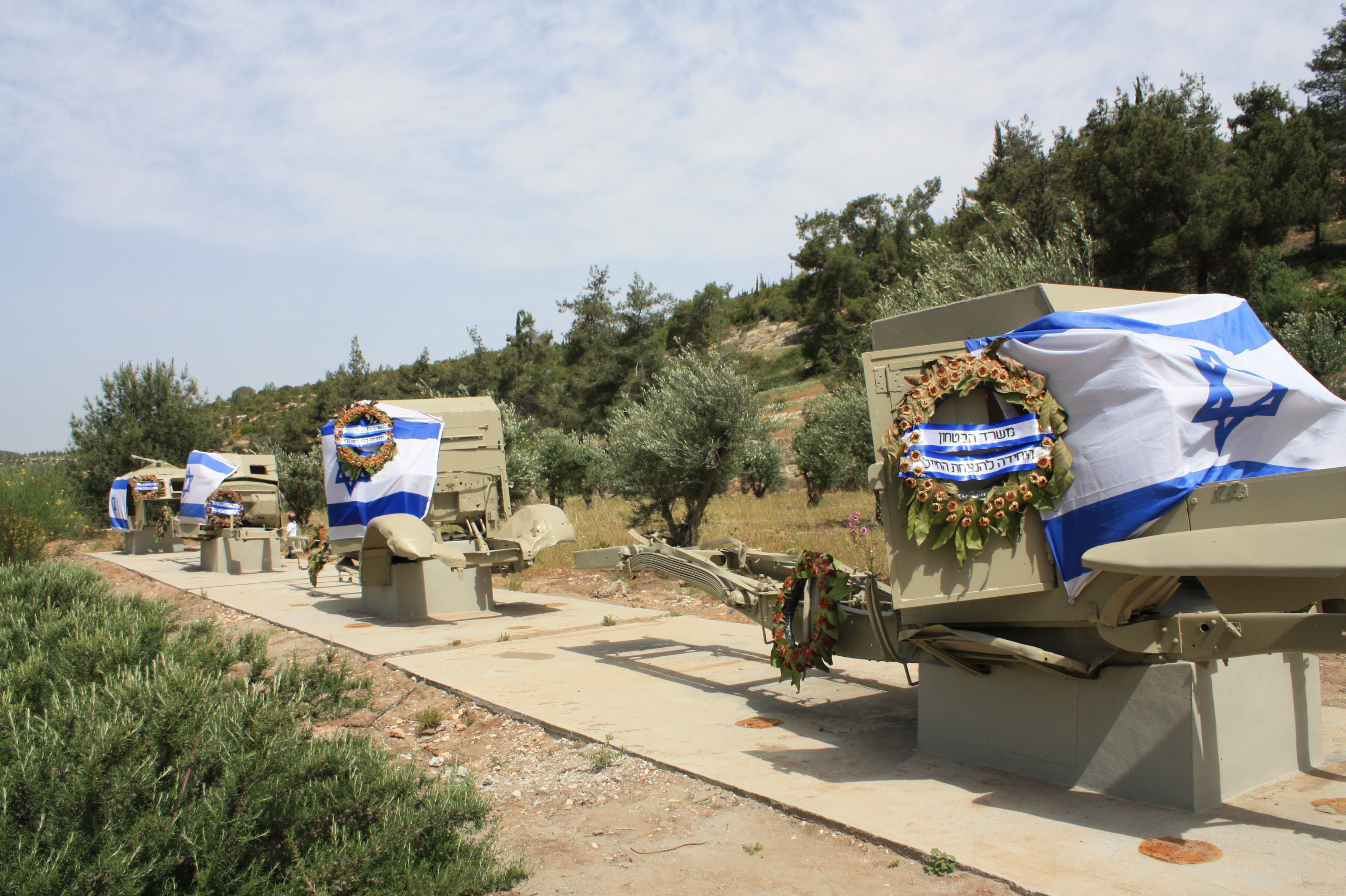
Konservierte Torsi gepanzerter Konvoifahrzeuge bei Bab al-Wad in Gedenktagsflor

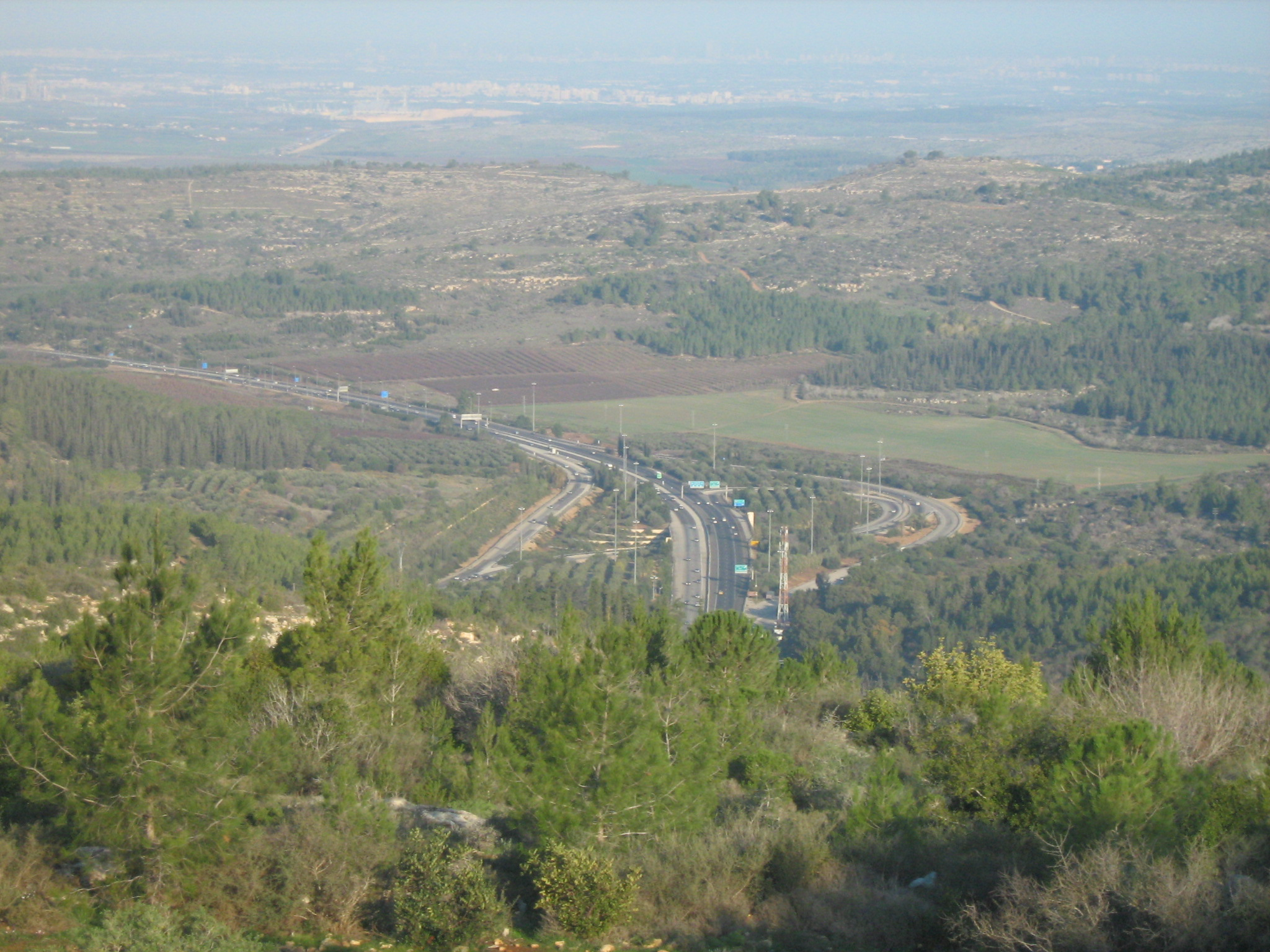
Blick von den Bergen über Bab al-Wad auf die Anschlussstelle Schaʿar haGai

Der Schaʿar HaGai (hebräisch שַׁעַר הַגַּיְא, arabisch باب الواد, DMG Bāb al-Wād ‚Tor zum Tal‘), bis 1948 auch in der Schreibweise Bab El Wad bekannt, bezeichnet ein Teilstück der Haupt-Landesstraße , der Straße vom Meer nach Jerusalem. Dieses Straßenstück spielte als Talpass eine wichtige Rolle bei der Einschließung Jerusalems und in den Schlachten von Latrun im Palästinakrieg.
Der Bab al-Wad liegt ungefähr zwei Kilometer östlich von Latrun und ist der Eingang zum Wadi Imam Ali, einem sechs Kilometer langen engen schluchtartigen Trockental im Judäischen Bergland, das sich die Wässer des Nachal Nachschon gruben. Kalif ʿAbd al-Malik ließ im 7. Jahrhundert durch dieses Tal als neue Route die Landstraße Jaffa-Jerusalem bahnen, die seit den 1860er Jahren für Wagen ausgebaut hinauf nach Saris führt, einem früheren arabischen Dorf am oberen Ende des Tals. Vor dem unteren Ende des engen Talabschnitts steht der Ḫān Schaʿar haGai, ein traditionsreiches Gasthaus am Weg, wo der österreich-ungarische Kaiser Franz Josephs I., der britische Kronprinz Albert Eduard, dessen beide Schwäger Prinz Ludwig von Hessen und bei Rhein und der preußische Kronprinz Friedrich Wilhelm im November 1869 zu Gast waren, als sie auf dem Rückweg von der Eröffnungsfeiern des Suezkanals eine Reise ins Heilige Land anhängten, wie dort 1898 auf ihrer Palästinareise letzterer Sohn Wilhelm II. und Auguste Victoria mit beider Entourage einkehrten.
Im Wadi Imam Ali säumen Felswände und Steilhänge die Straße, die es erlauben, sie mit geringen Kräften militärisch zu blockieren. Nach dem UN-Teilungsplan für Palästina und vor dem Abzug der britischen Mandatsmacht begannen Araber im Bab al-Wad Hinterhalte zur Bekämpfung jüdischer Konvois aus leicht gepanzerten sogenannten Sandwich-Panzerwagen zu legen, die die 100.000 Juden in Jerusalem versorgen sollten. Sie versuchten, das erste Fahrzeug mit Minen in die Luft zu sprengen. In dem Stau, der sich hinter den Wracks auf der Straße bildete, beschossen sie die steckengebliebenen Fahrzeugkolonne aus dem Hinterhalt. In der Operation Nachschon versuchten Juden, die Straße freizukämpfen und die Blockade immer wieder zu durchbrechen. Im gleichen Zeitraum wurden die täglichen britischen Konvois der Mandatsmacht bei der Durchfahrt nicht behelligt.
Die Straße wurde Schauplatz vieler Tragödien. Viele Fahrer und bewaffnete Begleiter verloren hier ihr Leben. Die gepanzerten Fahrzeugwracks blieben am Straßenrand liegen als Denkmäler der Tapferkeit der Männer und Frauen, die durch Einsatz ihres Lebens versuchten, die Bewohner Jerusalems vor der Aushungerung zu bewahren.
Am 20. April 1948 gelang letztmals einem Konvoi der Durchbruch nach Jerusalem. Von da an sperrten die Araber die Straße durch Felsbrocken. Als es der israelischen Harʾel-Brigade unter Befehl Jizchaq Rabins nach der Staatsgründung schließlich gelang, die Araber vom Bab al-Wad zu vertreiben, war dennoch kein Durchkommen für Konvois möglich, weil die Briten das Tegart-Fort Latrun der Palestine Police beim Abzug an die transjordanische Arabische Legion übergeben hatten und nun der Weg hier blockiert war. Erst als die Burma Road als Umgehung von Latrun fertiggestellt war, kurz vor dem ersten Waffenstillstand, waren die israelischen Teile Jerusalems ab 9. Juni 1948 wieder mit Fahrzeugen vom übrigen Israel aus zu erreichen.
Heute ist die Straße durch den Bab al-Wad vierstreifig als Autobahn Nr. 1 ausgebaut. Direkt südlich befindet sich die Machal-Gedenkstätte.